# Ingevald
Ingevald, samt stavningsvarianten Ingvald, är ett nordiskt mansnamn av germanskt/fornnordiskt ursprung.

## Personer med förnamnet
- Ingevald i Vappeby, stamfader för medeltida Svepnäsätten.
- Ingevald Ingemundsson, sonson till Ingevald i Vappeby, se Svepnäsätten.
- Ingevald Larsson (1500-talet),  kyrkoherde i Örs församling i Dalsland, se Ingevaldus Laurentii
- Ingevald Magnusson (Magnus Marinasons ätt), kanik, senare domprost, i Strängnäs.
- Ingevald Torstensson (Örnsparre), riddare, medlem av medeltida ätten Örnsparre.
- Ingvald Rosenblad, svensk författare och museiman.
- Ingvald Svinsaas, norsk författare.
- Ingvald Undset, norsk arkeolog.